# Équipe de République dominicaine masculine de handball
 (signalé en mai 2025).
Si vous disposez d'ouvrages ou d'articles de référence ou si vous connaissez des sites web de qualité traitant du thème abordé ici, merci de compléter l'article en donnant les références utiles à sa vérifiabilité et en les liant à la section « Notes et références ».
- Archive Wikiwix
- Bing
- Cairn
- DuckDuckGo
- E. Universalis
- Gallica
- Google
- G. Books
- G. News
- G. Scholar
- Persée
- Qwant
- (zh) Baidu
- (ru) Yandex
- (wd) trouver des œuvres sur Wikidata

Maillots
Dernière mise à jour : 13/08/2022.
L'équipe de République dominicaine masculine de handball est constituée d'une sélection de joueurs de la République dominicaine sous l'égide de la Fédération dominicaine de handball. Elle n'a participé à aucune édition de championnat du monde de handball ni des Jeux olympiques, ne se qualifiant que pour deux championnats panaméricains. 

## Palmarès

### Jeux olympiques
Aucune participation

### Championnats du monde
Aucune participation

### Championnats panaméricains
- 1983 : Forfait
- 1985 : Non qualifié
- 1989 : Non qualifié
- 1994 : Non qualifié
- 1996 : Non qualifié
- 1998 : Non qualifié
- 2000 : 6e place
- 2002 : Non qualifié
- 2004 : Non qualifié
- 2006 : Non qualifié
- 2008 : Forfait
- 2010 : 8e place
- 2012 : Forfait
- 2014 : Non qualifié
- 2016 : Non qualifié
- 2018 : Non qualifié

### Jeux panaméricains
- 2015 : 8e place

### Jeux d'Amérique centrale et des Caraïbes
- 2018 (en) : 4e place

### Championnat d'Amérique du Nord et des Caraïbes
- 2018 : 6e place